# Lithocarpus bonnetii
Lithocarpus bonnetii (Hickel & A.Camus) A.Camus – gatunek roślin z rodziny bukowatych (Fagaceae Dumort.). Występuje naturalnie w środkowej i północno-wschodniej części Wietnamu oraz południowych Chinach (w południowo-zachodniej części wyspy Hajnan i południowo-wschodnim Junnanie). 

## Morfologia
PokrójZimozielone drzewo dorastające do 20 m wysokości.
LiścieBlaszka liściowa jest nieco skórzasta i ma kształt od lancetowatego do podłużnie odwrotnie jajowatego. Mierzy 15–24 cm długości oraz 6–9 cm szerokości, jest całobrzega, ma klinową lub zbiegającą po ogonku nasadę i spiczasty wierzchołek. Ogonek liściowy jest owłosiony i ma 15–20 mm długości.
OwoceOrzechy o stożkowatym kształcie, dorastają do 12–14 mm długości i 14–16 mm średnicy. Osadzone są pojedynczo w kulistych miseczkach, które mierzą 16–18 mm średnicy. Orzechy otulone są miseczkami do 50–80% ich długości.

## Biologia i ekologia
Rośnie w wiecznie zielonych lasach. Występuje na wysokości od 700 do 1300 m n.p.m. Kwitnie od maja do czerwca, natomiast owoce dojrzewają od lipca do sierpnia.